# Heinrich Rombach
Heinrich Rombach (* 10. Juni 1923 in Freiburg im Breisgau; † 5. Februar 2004 in Würzburg) war ein deutscher Philosoph.

## Leben und Wirken

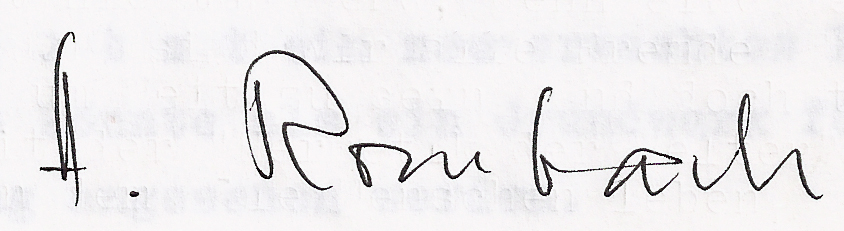
Heinrich Rombach. Signatur 1995

Heinrich Rombach interessierte sich zunächst für Technik und Naturwissenschaften (und erarbeitete sich Diplome in Maschinenbau und Bautechnik). Als Kriegsversehrter begann er 1943 mit dem Studium der Fächer Physik, Mathematik und Chemie an der Universität Freiburg. Im Nebenfach hörte er Philosophie bei Martin Heidegger, mit dem er später noch persönlich in Kontakt stand. Weitere Lehrer waren Max Müller, Eugen Fink und Wilhelm Szilasi. 1949 schloss er sein Philosophiestudium mit der Dissertation „Über Ursprung und Wesen der Frage“ ab.
1955 habilitierte er sich mit einer Arbeit, die gut zehn Jahre später überarbeitet und erweitert unter dem Titel Substanz, System, Struktur erschien. Nachdem 1962 die Erstauflage von Die Gegenwart der Philosophie: eine geschichtsphilosophische und philosophiegeschichtliche Studie über den Stand des philosophischen Fragens erschienen war, lehrte Rombach ab 1964 bis zu einer Emeritierung 1990 als Ordinarius für Philosophie am Lehrstuhl I für Philosophie der Universität Würzburg.
Von 1970 bis 1995 war Heinrich Rombach für das Philosophische Jahrbuch als Herausgeber tätig.
Er starb im Alter von 80 Jahren.

## Lehre
Die Strukturontologie nach Rombach geht davon aus, dass alles Sein Struktur ist.
Heinrich Rombach verfasste u. a. Strukturontologie: Eine Phänomenologie der Freiheit (1971) und Phänomenologie des gegenwärtigen Bewusstseins (1980). Er entwickelte eine „strukturale Tiefenphänomenologie“, die inzwischen auch in Ostasien (Japan, Korea) rezipiert wird und fruchtbar auf die kultur- und geistesgeschichtlichen Fragestellungen der gegenwärtigen philosophischen Grundlagenforschung wirkt. Rombach hat drei Ansätze philosophischer Forschung entwickelt und vorgetragen: Strukturontologie, Bildphilosophie bzw. historische Phänomenologie und Hermetik bzw. Weltenlehre als Verstehen des Unbegreiflichen.

## Schriften (Auswahl)
- Über Ursprung und Wesen der Frage, Freiburg / München: Alber 1952, ²1988. ISBN 3-495-47643-1
- Vergleich der Standpunkte und Skizze einer verbindenden Position, in: Willmann-Institut (Hrsg.), Konfessionalität und Erziehungswissenschaft, Freiburg i. Br. 1965, S. 78–86
- Substanz System Struktur: Die Ontologie des Funktionalismus und der philosophische Hintergrund der modernen Wissenschaft, 2 Bde., Freiburg / München: Alber 1965/66, ²1981. Studienausgabe 2010 mit dem Untertitel Die Hauptepochen der europäischen Geistesgeschichte, Band 1: ISBN 978-3-495-48390-9, Band 2: ISBN 978-3-495-48391-6
- Strukturontologie: Eine Phänomenologie der Freiheit, Freiburg / München: Alber 1971, ²1988 ISBN 3-495-47637-7
- Mutmaßungen über das Ende der Hochkulturen, in: Philosophisches Jahrbuch 82 (1975), S. 241–258
- Phänomenologie heute, in: Phänomenologie heute: Grundlagen- und Methodenprobleme (= Phänomenologische Forschungen Bd. 1), Freiburg / München: Alber 1975, S. 11–30
- Leben des Geistes: Ein Buch der Bilder zur Fundamentalgeschichte der Menschheit, Freiburg/Basel/Wien: Herder 1977. ISBN 3-451-17546-0
- Die Grundstruktur der menschlichen Kommunikation: Zur kritischen Phänomenologie des Verstehens und Missverstehens, in: Mensch, Welt, Verständigung: Perspektiven einer Phänomenologie der Kommunikation (= Phänomenologische Forschungen Bd. 4), Freiburg / München: Alber 1978, S. 19–51
- Phänomenologische Erziehungswissenschaft und Strukturpädagogik, in: Klaus Schaller (Hrsg.), Erziehungswissenschaft der Gegenwart: Prinzipien und Perspektiven moderner Pädagogik, Bochum 1979, S. 136–154
- Phänomenologie des gegenwärtigen Bewusstseins, Freiburg / München: Alber 1980. ISBN 3-495-47434-X
- Das Phänomen Phänomen, in: Neuere Entwicklungen des Phänomenbegriffs (= Phänomenologische Forschungen Bd. 9), Freiburg / München: Alber 1980, S. 7–32
- Welt und Gegenwelt: Umdenken Über die Wirklichkeit. Die philosophische Hermetik, Basel: Herder 1983
- Zur Hermetik des Daseins: Ein philosophischer Versuch, in: Karl-Ernst Bühler/Heinz Weiß (Hrsg.), Kommunikation und Perspektivität: Beiträge zur Anthropologie aus Medizin und Geisteswissenschaften. Festschrift für Dieter Wyss zum 60. Geburtstag, Würzburg 1985, S. 13–19
- Philosophische Zeitkritik heute: Der gegenwärtige Umbruch im Licht der Fundamentalgeschichte, in: Philosophisches Jahrbuch 92 (1985), S. 1–16 [auch in: Die Welt als lebendige Struktur, S. 123–142]
- Strukturanthropologie: „Der menschliche Mensch“, Freiburg / München: Alber 1987, ²1993, Studienausgabe 2012 ISBN 978-3-495-48514-9
- Die sechs Schritte vom Einen zum Nicht-anderen, in: Philosophisches Jahrbuch 94 (1987), S. 225–245 [auch in: Die Welt als lebendige Struktur, S. 97–122]
- Die Gegenwart der Philosophie: Die Grundprobleme der abendländischen Philosophie und der gegenwärtige Stand des philosophischen Fragens, 3., grundlegend neu bearb. Aufl. Freiburg / München: Alber 1988. 3-495-47642-3
- Der kommende Gott: Hermetik – eine neue Weltsicht, Freiburg 1991
- Das Tao der Phänomenologie, in: Philosophisches Jahrbuch 98 (1991), S. 1–15 [auch in: Die Welt als lebendige Struktur, S. 51–70]
- Der Ursprung: Philosophie der Konkreativität von Mensch und Natur, Freiburg 1994
- Phänomenologie des sozialen Lebens: Grundzüge einer Phänomenologischen Soziologie, Freiburg / München: Alber 1994. ISBN 3-495-47754-3
- Drachenkampf: Der philosophische Hintergrund der blutigen Bürgerkriege, Freiburg 1996
- Die Welt als lebendige Struktur: Probleme und Lösungen der Strukturontologie, Freiburg 2003
- mit Kōichi Tsujimura und Ryosuke Ohashi: Sein und Nichts. Grundbilder westlichen und östlichen Denkens. Basel / Freiburg / Wien: Herder 1981. ISBN 3-451-19432-5
- Hrsg.: Die Frage nach dem Menschen. Aufriß einer Philosophischen Anthropologie. Festschrift für Max Müller zum 60. Geburtstag. Freiburg / München: Alber 1966